# George Stobbart
George Stobbart es el personaje principal de la saga de videojuegos Broken Sword.

## Perfil y Personalidad
George es un hombre joven de pelo corto rubio, complexión atlética y ojos azules que casi siempre suele vestir una cazadora azul verdoso, camiseta blanca, pantalones marrones y zapatos negros. 
Estadounidense, de California, y abogado de patentes, George es un hombre con una mente abierta y despierta y un carácter sarcástico y burlón el cual usa muy a menudo. 

## Doblaje
| Videojuego                                                        | Actor de doblaje   | Director de doblaje | Traductor                 | Estudio de grabación | Año de grabación |
| ----------------------------------------------------------------- | ------------------ | ------------------- | ------------------------- | -------------------- | ---------------- |
| Broken Sword: La leyenda de los templarios                        | Tomás Rubio        | Tomás Rubio         | Cristina García           | DL Multimedia        | 1996             |
| Broken Sword II: Las fuerzas del mal                              | Tomás Rubio        | Tomás Rubio         |                           | DL Multimedia        | 1997             |
| Broken Sword 3: El sueño del dragón                               | Tomás Rubio        | Tomás Rubio         | Gabriel Pérez Ayala       | Syntesis Iberia      | 2003             |
| Broken Sword: La leyenda de los templarios (Montaje del director) | Juan Carlos Lozano |                     | Pablo Trenado             | Syntesis Iberia      | 2009             |
| Broken Sword 5: La maldición de la serpiente                      | Juan Carlos Lozano |                     | Elena Martos Ramón Méndez | Syntesis Iberia      | 2013             |

## Historia

### Broken Sword: La leyenda de los templarios (1996)
Su aventura empieza cuando hacía turismo por París. Su vida cambió a raíz de la explosión de un café en el que estaba presente; trabajará con Nicole Collard para llegar a resolver varios asesinato enlazados por una trama conspiratoria de los Neo-Templarios.

### Broken Sword 2: Las fuerzas del mal (1997) // El Espejo humeante
George vuelve al ataque para impedir que un traficante de drogas se haga con el poder liberando a un antiguo dios Maya llamado Tezcatlipoca.

### Broken Sword 3: El Sueño del Dragón (2003)
George vuelve con nuevas sorpresas e impedir de nuevo que los Neo-Templarios (llamados ahora el Culto del Dragón) consigan una energía muy poderosa llamada energía Dragón.

### Broken Sword 4: El Ángel de la Muerte (2006)
Vuelve acompañado de una joven llamada Anna Maria para encontrar un tesoro que esconde un antiguo manuscrito e impedir que una antigua arma usada por Moisés vuelva y destruya a los infieles. 
- Datos: Q3101952